# Триумфальная арка (Барселона)
Триумфальная арка (кат. L'Arc de Triomf) — памятник в Барселоне, разделяющий бульвар Пасеч де Льюис Компаньс (passeig de Lluís Companys) и бульвар Пасеч де Сан Жоан (Passeig de Sant Joan). Служила парадным входом Всемирной выставки 1888 года.
Арка возведена архитектором Жузепом Виласекой (кат. Josep Vilaseca i Casanovas) из красного кирпича, в неомавританском стиле, широко распространённом в то время.
Скульптурные композиции в верхней части арки:
- на фризе главного фасада, с видом на Пасеч де Сан Жоан, скульптура Жозепа Рейнеса «Барселона приветствует нации» (кат. Barcelona rep les nacions)
- на обратной стороне ранняя работа Жозепа Льимоны «Вознаграждение» (кат. Recompensa)
- по сторонам работа Антони Вилановы «Аллегории сельского хозяйства и промышленности» и работа Торката Тассо «Торговля и искусство»

Арка украшена гербами Испании вверху и гербов различных провинций Испании по всей дуге на каждом из фасадов.
Рядом с аркой расположена одноимённая станция метро «Arc de Triomf».